# Lijst van burgemeesters van Wognum
Dit is een lijst van burgemeesters van de voormalige Nederlandse gemeente Wognum tot de opheffing op 1 januari 2007 toen het opging in de nieuwe gemeente Medemblik.
| Ambtsperiode | Naam burgemeester          | Partij of stroming | Bijzonderheden                    |
| ------------ | -------------------------- | ------------------ | --------------------------------- |
| 18?? - 1834  | Klaas Raat                 |                    |                                   |
| 1834 - 1861  | Jan Commandeur Tamiszoon   |                    |                                   |
| 1861 - 1887  | Ariën Commandeur Klaaszoon |                    |                                   |
| 1887 - 1921  | Klaas (K.A.) Commandeur    |                    |                                   |
| 1921 - 1946  | Jan Commandeur             |                    |                                   |
| 1946 - 1976  | Piet (P.J.) Commandeur     | KVP                | zoon voorganger                   |
| 1976 - 1984  | C.A.J. Salman              | KVP / CDA          |                                   |
| 1985 - 1997  | Henk (H.J.) de Nijs        | CDA                |                                   |
| 1997 - 2002  | Karel (K.B.) Loohuis       | PvdA               | hierna burgemeester van Hoogeveen |
| 2002 - 2005  | Irma Günther               | VVD                | waarnemend                        |
| 2005 - 2007  | Niek Meijer                | VVD                |                                   |